# Il dramma di Shanghai
Il dramma di Shanghai (Le drame de Shanghai) è un film del 1938 diretto da Georg Wilhelm Pabst.